# Heerenveen Flyers
Die UNIS Flyers Heerenveen sind ein niederländisches Eishockeyteam aus Heerenveen, das seit Beginn der 1970er Jahre an der Eredivisie, der höchsten niederländischen Profiliga, teilnahm. Seit 2015 spielt die Mannschaft in der neugegründeten belgisch-niederländischen BeNe League.

## Geschichte

Logo in den 2000er Jahren

Der Verein wurde im Jahr 1967 als Thialf Heerenveen gegründet und trägt seine Heimspiele im 3.500 Zuschauer fassenden Thialf IJsstadion in Heerenveen aus. Folgende Namen trug der Klub aufgrund wechselnder Hauptsponsoren seit seiner Gründung: Feenstra Verwarming Heerenveen, Feenstra Flyers, Pelgrim Flyers, Formido Flyers, Vadeko Flyers, Hajé Flyers und Unis Flyers.
Ihre stärkste Phase hatten die Flyers gegen Ende der 1970er, Anfang der 1980er Jahre, als sie ihre sieben ersten Niederländischen Meistertitel hintereinander gewannen.
In der Saison 2008/09 erreichte der Verein nach dem fünften Platz in der regulären Saison das Play-off-Viertelfinale, dort scheiterte man allerdings mit 1:2-Siegen an den Nijmegen Devils. 2015 konnte erstmals seit 2008 wieder das Playoff-Endspiel der Ehrendivision erreicht werden, aber wie bereits sieben Jahre zuvor, wurde die Endspielserie erneut gegen die Tilburg Trappers verloren. In der Premierensaison der neugegründeten belgisch-niederländischen BeNe League belegte das Team Platz zwei der Hauptrunde und erreichte auch das Playoff-Finale, das aber gegen den belgischen Vertreter HYC Herentals verloren wurde. Als beste Mannschaft aus den Niederlanden wurden sie nach über 30 Jahren wieder deren Landesmeister. Zudem gelang im selben Jahr auch der elfte Sieg im Dutch Beker Cup.

## Erfolge
- Meister BeNe League: 2017, 2022
- Niederländischer Meister: 1977, 1978, 1979, 1980, 1981, 1982, 1983, 2016, 2017, 2022
- Niederländischer Pokalsieger: 1977, 1978, 1979, 1981, 1982, 1983, 1984, 1988, 1998, 2002, 2016, 2017